# Eupithecia gravosata
Eupithecia gravosata är en fjärilsart som beskrevs av Schütze 1956. Eupithecia gravosata ingår i släktet Eupithecia och familjen mätare. Inga underarter finns listade i Catalogue of Life.